# Isaac Newton
Sir Isaac Newton (fonetikusan: [ˌaɪzək ’njuːtən])  (Woolsthorpe Manor, 1642. december 25. –‎ Kensington, 1727. március 20.) angol fizikus, matematikus, csillagász, filozófus és alkimista; az újkori történelem egyik kiemelkedő tudósa.
Korszakalkotó műve a Philosophiæ Naturalis Principia Mathematica (A természetfilozófia matematikai alapelvei, 1687), melyben leírja az egyetemes tömegvonzás törvényét, valamint az általa lefektetett axiómák révén megalapozta a klasszikus mechanika tudományát. Ő volt az első, aki megmutatta, hogy az égitestek és a Földön lévő tárgyak mozgását ugyanazon természeti törvények határozzák meg. Matematikai magyarázattal alátámasztotta Kepler bolygómozgási törvényeit, kiegészítve azzal, hogy a különböző égitestek nemcsak elliptikus, de akár hiperbola- vagy parabolapályán is mozoghatnak. Törvényei fontos szerepet játszottak a tudományos forradalomban és a heliocentrikus világkép elterjedésében.
Mindemellett optikai kutatásokat is végzett. Ő fedezte fel azt is, hogy a prizmán megfigyelhető színek valójában az áthaladó fehér fény alkotóelemei, nem pedig a prizma fényt színező hatásának tudható be – ahogy Roger Bacon feltételezte a 13. században –, valamint feltételezte, hogy a fénynek részecsketermészete van.
Newton, csakúgy, mint Leibniz, az analízis (differenciálszámítás és integrálszámítás), vagy más néven az infinitezimális kalkulus egyik megalkotója. Nevéhez fűződik a binomiális tétel bizonyítása és tetszőleges komplex kitevőre történő általánosítása.

## Élete
Newton Woolsthorpe-by-Colsterworth faluban született idősebb Isaac Newton és Hannah Ayscough gyermekeként, a Julián naptár szerint 1642. december 25-én, ami az európai kontinensen 1582 októbere óta részlegesen bevezetett Gergely-naptár szerint 1643. január 4-ének felel meg (tehát az az elterjedt megállapítás, hogy Galilei halála évében született volna, a naptártól függ). Koraszülött volt, nem számítottak rá, hogy életben marad. Apja, aki írástudatlan, jómódú kisbirtokos volt, Newton születése előtt három hónappal meghalt. Mikor a kis Isaac kétéves volt, anyja, Hannah Newton feleségül ment a környékbeli jómódú lelkipásztorhoz, Barnabas Smith-hez. Miután Hannah férjével North Withamra költözött, a kisfiút nagyanyja gondjaira bízták, így Woolsthorpe-ban maradt. Barnabas Smith az 1653-as esztendőben meghalt, ezért Hannah hazaköltözött Woolsthorpe-ba Newton három féltestvérével együtt. Newton és anyja között nagyon rossz viszony alakult ki, talán ezért nem volt Newton sohasem szerelmes, és a nőktől egész életében tartózkodott. Newton fiatalkori feljegyzésében arról írt, hogy legszívesebben felgyújtaná házukat anyja és Smith feje fölött.
Tizenkét éves volt, amikor beiratkozott a szülőföldjétől 10 mérföldre lévő Grantham város gimnáziumába; ott a város gyógyszerészénél, William Clarke-nál lakott. Az iskolában csak latint és ógörögöt tanult. Abban az időben a matematikának nem sok időt szenteltek. A fiatal fiú érdeklődése egyre jobban lankadt, ez a jegyein is meglátszott.
Ennek – Newton visszaemlékezései szerint – az vetett véget, amikor az iskola egyik tanulója a templomnál belekötött és gyomron rúgta. Conduitt – Newton első életrajzírója – így beszéli el a történetet: „Isaac nem volt olyan nagydarab, mint ellenfele, azonban olyan megszállottan és eltökélten küzdött, hogy legyőzte ellenfelét: addig ütötte, míg az fel nem adta a küzdelmet … a fülénél húzva ráncigálta ellenfelét a templom oldalához, hogy arcát többször is a falba verje, és orrát a kövén véresre dörzsölje.” – Tehát végre akadt számára valaki, akin felhalmozódott dühét kitombolhatja. A megaláztatást azonban Newton ezzel még mindig nem zárta le. Szellemileg is meg akarta alázni ellenfelét, így ettől kezdve az órákon is figyelt, s ő lett a legjobb tanuló.

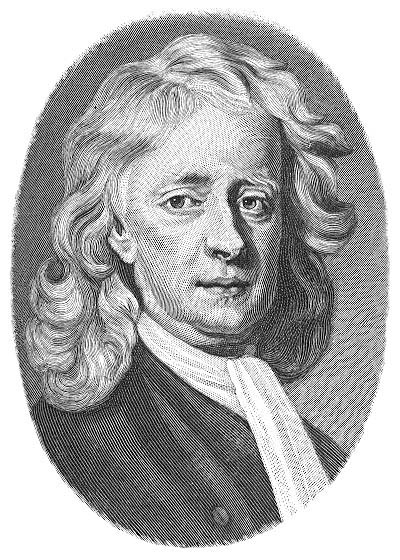
Metszet Enoch Seeman 1726-ban készült Newton-portréjáról

(A granthami gimnáziumban előzetes egyeztetés után megtekinthető, ahol nevét az ablakpárkányba véste.) Édesanyja Newtont 17 éves korában hívta haza, hogy vezesse a gazdaságot. Abban az évben, amikor megvette – ma a New York-i Pierpont Morgan Könyvtárban kiállított – 2,5 pennys füzetét. Ebbe a füzetbe írta az iskola által megkövetelt tudáson túli dolgokat, mint például a Kopernikusz-féle Naprendszer modellje, a napóra építése és sok ezekhez hasonló gondolatot.
Woolsthorpe-ban azonban már nem érezte jól magát. Fejében milliónyi gondolat cikázott, a kutatás vágya és legfőképp a hit, mely szerint igenis meg lehet érteni a világot, van elég nyom. Ezen gondolatai már teljes mértékben fanatikussá tették; mondhatni függőséggé vált számára az ismeretek megszerzése.
Az első hivatalos feljegyzés, ahol Newtonról van szó, egy bűnügyi jelentés, melyben 4 shillinggel róják meg. Ez úgy történt, hogy egyik nap – amikor éppen a juhokat kellett volna őriznie – a béres fiúra hagyta a jószágokat és a portékákat, amíg ő Granthambe ment néhány könyvért az egykori szállásadójához. Eközben a juhok szétszéledtek, a disznók feltúrták a szomszéd kerítését úgy, hogy azt újra fel kellett húzni.
Newton tehát igen szófogadatlan ifjúvá serkent, akit nem igazán érdekelt semmi más a kutatásain kívül. Szerencséjére tehetségére két ember is felfigyelt. Az egyikük John Stokes, a granthami gimnázium igazgatója, a másik pedig anyai nagybátyja, William Ayscough. Kettejüknek sikerült meggyőzniük Newton anyját, hogy engedje vissza fiát Granthambe, ahol Stokes majd felkészíti a Cambridge-i Egyetemen Trinity College felvételijére.
Newton így visszaköltözött a patikus házába, ahol volt ideje bújni a könyveket. Sokak szerint itt eljegyezte a patikus lányát, de erre az állításra semmiféle bizonyíték nincs. (Akárcsak azt, hogy Newton 60 évesen szerelmes levelet írt Lady Norrisnak.)
Tizennyolc évesen kitűnő bizonyítvánnyal végzett. Tanára ezt mondta róla:
Zsenialitása mostantól felfelé szárnyal, és egyre nagyobb fénnyel ragyog. Különösen a versírásban jeleskedik. (…) Felülmúlja a legvérmesebb reményeimet is, melyeket hozzá fűztem.
1661-ben beiratkozott a Cambridge Egyetemen a Trinity College-ba, ahová nagybátyja, William Ayscough is járt. A legtöbb kezdő diák két évvel fiatalabb volt nála, és jóval tehetősebb. Ezen indokból Newtont ösztöndíjasként vették fel, ami azt jelentette, hogy instruktora mellett inaskodnia kellett. Szerencséjére instruktora csak öt hetet töltött egy évben Cambridge-ben, így bőven maradt ideje gondolataiba merülni. Ebben az időben az iskola Arisztotelész tanításait követte, Newton azonban szívesebben olvasta modernebb gondolkodók – mint Descartes – és modernebb csillagászok – mint Galilei, Kopernikusz és Kepler – műveit. 1665-ben fedezte fel a binomiális tételt, ezután kezdte kialakítani matematikai kalkulus-elméletét. Nem sokkal lediplomázása után (1665) az egyetem a nagy pestisjárvány elleni védekezésül bezárt. Newton az elkövetkezendő két évben otthon foglalkozott kalkulussal, optikával és a gravitációval.
1667-ben Newton a Trinity College tanára lett. 1669-ben a végtelen sorokról írt munkája elismeréséül Isaac Barrow, aki a tanára volt, Newton javára lemondott az egyetemi katedráról, így helyére Newtont az egyetem professzorává léptették elő. A cambridge-i szabályok értelmében ehhez be kellett lépnie az anglikán egyházba, követelmény volt azonban, hogy ne vegyen aktívan részt az egyházi életben (feltehetőleg, hogy több ideje legyen a tudományra). Newton úgy vélte, akkor fölösleges belépnie az egyházba, és II. Károly király, akinek az engedélyére szükség volt, elfogadta érvelését. Newtonnak így nem kellett konfliktusba kerülnie amiatt, hogy a vallásról alkotott nézetei ellentétben voltak az egyház szigorával.
A közismert történet szerint Newton a fejére pottyanó alma hatására értette meg, hogy a földi tárgyakat és égitesteket mozgató erő ugyanaz. Egy kortárs író, William Stukeley írta ezt először Memoirs of Sir Isaac Newton's Life című művében, melyben visszaemlékezik, hogy mikor 1726. április 15-én Kensingtonban beszélgetett Newtonnal, a tudós elmesélte, hogyan jutott eszébe a gravitációelmélet. „Egy alma lehullása okozta, mikor elmélkedve ott ült. Miért esik az alma mindig a földre, tette fel a kérdést magának. Miért nem oldalra vagy felfelé esik, hanem mindig a Föld középpontja felé?”
Voltaire ugyanezt írja: „Sir Isaac Newton a kertjében sétált, ekkor szőtte első gondolatait a gravitációelméletről, mikor látta, hogy egy alma lehull a fáról.” Ezek a történetek alaposan kiszínezik Newton beszámolóját arról, hogy otthonában, Woolsthorpe Manorban az ablak mellett ült, és látta, hogy egy alma lehull a fáról. A jelenleg elfogadott feltételezés szerint a történetet Newton jóval később találta ki, hogy illusztrálja, hogy merített ötleteket a mindennapi életből.

### Matematikai kutatása
1669-ben tette közzé kutatásait De Analysi per Aequationes Numeri Terminorum Infinitas (A végtelen sorok elemzéséről) és később De methodis serierum et fluxionum (A sorok és fluxiók módszeréről) című műveiben. A cikk címéből ered Newton differenciálelméletének elnevezése, melyet a „fluxiók módszerének” nevezünk. Fluxión lényegében egy természeti folyamat valamely fizikai paraméterének időbeli változását kell értenünk.
Rendszerint Newtont tartják az általánosított binomiális tétel felfedezőjének, mely felismerés lényeges lépés a matematikai analízis szempontjából. Newton és Leibniz egymástól függetlenül dolgozták ki a differenciál és integrálkalkulust, más-más szemlélettel. Míg Newton – Galilei követőihez hasonlóan – a fizika (kinematika) felől közelítette meg a derivált fogalmát, addig Leibniz a Fermat és Pascal módszeréhez hasonlóan a görbéhez húzott érintőegyenes felől közelítette meg a differenciálszámítást. Bár Newton a fluxiómódszert Leibniz előtt dolgozta ki, az utókor mégis Leibniz differenciálelméletét választotta, és ez vált elsődlegessé a matematikában, ez terjedt el jobban a világon. Newton saját védelmében azt állította, azért nem tette közzé számításait, mert félt, hogy kortársai kigúnyolják. Bár Newton korának egyik legragyogóbb tudósa volt, életének utolsó huszonöt évét megkeserítette az általa plágiummal vádolt Leibnizcel folytatott elhúzódó vita. A vita nemcsak a két tudós életét keserítette meg, hanem sajnálatos módon válaszfalat emelt a brit és az európai kontinensen élő matematikusok közé, és haláluk után is folytatódott. A szigetországi matematikusok csak a 19. században tértek át az egyébként jóval praktikusabb leibnizi írásmódra, ami jelentős hátrányba hozta a brit matematikai analízist.

### Optikai felfedezései

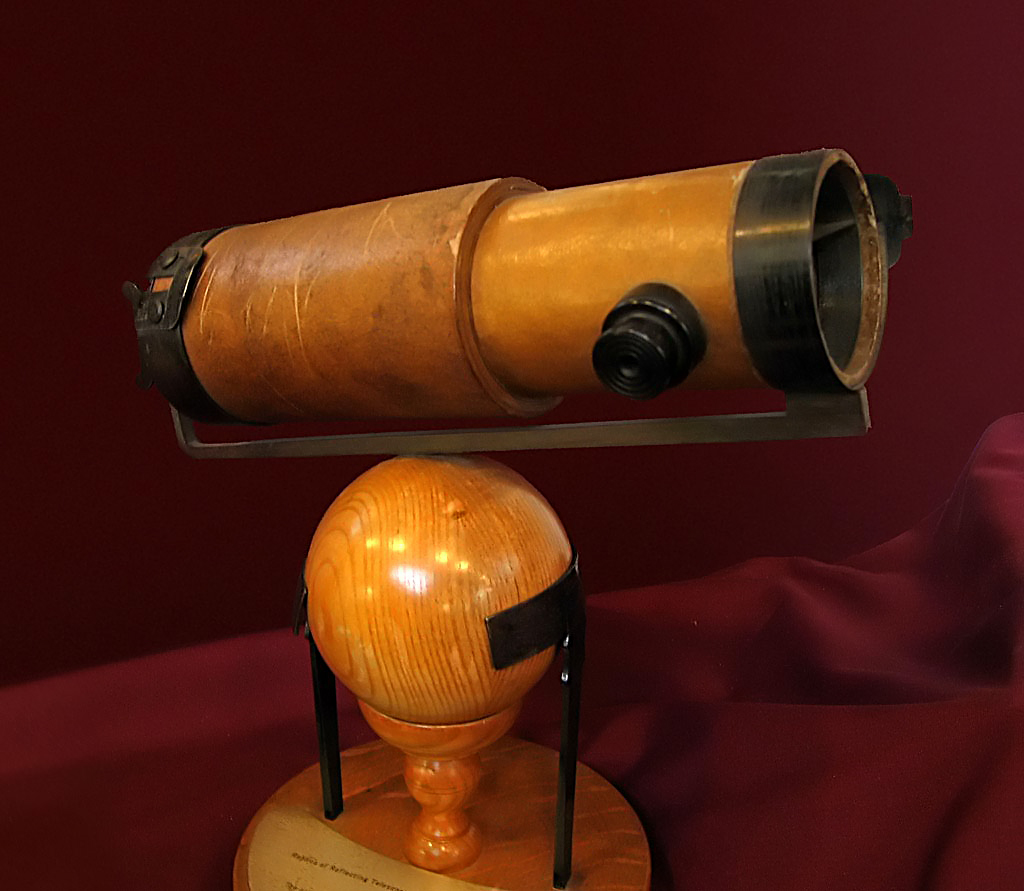
Newton 1672-ben használt teleszkópjának másolata

1670 és 1672 között Newton optikát tanított. Ezalatt az idő alatt vizsgálta a fénytörés jelenségét, és rájött, hogy a prizma a fehér fényt a színspektrum különböző színeire tudja bontani, egy másik prizma pedig újra össze tudja állítani fehér fénnyé. Egy színes fénysugárral különböző tárgyakat megvilágítva azt is megmutatta, hogy a színes fény tulajdonságai nem változnak. Megfigyelte, hogy ha a fény tükröződik vagy szétszóródik, akkor is ugyanolyan színű marad, a színeket tehát nem a tárgyak hozzák létre, hanem annak függvényében látjuk őket, ahogy a tárgyak visszatükrözik a már színes fényt. (Lásd még: Newton színelmélete.) Az ezen a területen elért eredményeit többen kritizálták, a legismertebb közülük Johann Wolfgang von Goethe, aki saját színelmélettel állt elő.
Ebből levonta a következtetést, hogy a lencsés távcsőre rossz hatással van a fény színekre bomlása, és saját kezűleg csiszolt tükrökkel megépített egy újfajta teleszkópot, melyet ma Newton-távcsőnek nevezünk.
1671-ben a Royal Society kérte, hogy mutassa be nekik teleszkópját. Érdeklődésük arra bátorította Newtont, hogy tegye közzé jegyzeteit A színről címmel. Ebből alakult ki később, 1704-ben az Optika című műve. Amikor Robert Hooke kritizálta Newton egyes elméleteit, Newton annyira megbántódott, hogy visszavonult a nyilvános vitától. Egészen Hooke haláláig ellenségek maradtak.

### Felfedezései a mechanikában
Newton legfontosabb felfedezései a mechanika területén születtek. Newton törvényei, melyeket röviden csak a Principia néven ismert könyvében írt le, korszakalkotó megállapítások a térről, az időről, a tömegről, a mozgásról és az általános tömegvonzásról. Elméletének lényeges mozzanata, hogy az égi és a földi fizika egységének gondolata vezérelte. A mozgás leírására a fizikai folyamatok színpadául az abszolút teret és az abszolút időt emeli ki és az inerciális vonatkoztatási rendszert határozza meg. A mozgás okát az anyagok közötti kölcsönhatásban adja meg. A mozgástörvények leírásában érdeme, hogy azokat közönséges differenciálegyenletek formájában fogalmazta meg.

### Társadalmi szerepvállalása
Isaac Newton egy rövid időre politikai szerepet is vállalt. Az egyetem képviselőjeként 1688-ban megválasztották az úgynevezett hosszú parlament tagjának, ezért Londonba költözött, de a parlamenti életet és környezetet rövid idő után számára elfogadhatatlannak érezte, s visszaköltözött Cambridge-be. Miután egy tűzben kéziratainak egy része megsemmisült, elméje egy rövid időre átmenetileg megzavarodott. Miután meggyógyult, 1696-ban az állami pénzverde főfelügyelője, majd 1699-ben igazgatója lett. Ezen állásában is maradandót alkotott a pénzhamisítás elleni harcban azzal, hogy bevezette a nemesfém pénzek oldalán a recézést, s ezáltal kimutathatóvá vált az érmék súlycsonkítása, a körbenyírás. Newton precíz vizsgálatai kimutatták, hogy az akkor forgalomban lévő érmék 10%-a hamis volt. Jó példa a pénzhamisítás elleni harcára William Chaloner, a kor egyik leghírhedtebb pénzhamisítójának esete, aki Newtonnak köszönhette vesztét, miután a hamisító a pénzverdét és magát Newtont is korrupcióval vádolta meg egy pamfletben. Newton azonban megelégelve Chaloner arcpirító önteltségét és valótlan vádjait, fáradságot nem kímélve, évekig tartó magánnyomozással derítette fel a hamisító üzelmeit, majd a megcáfolhatatlan bizonyítékokkal feljelentette a hatóságoknál, akik 1699 márciusában letartóztatták, hazaárulás vádjával halálra ítélték, és még abban a hónapban felakasztották. 1672-ben lett a Royal Society tagja, majd 1703-ban elnöke. 1705-ben Anna brit királynő lovaggá ütötte.

## Newton alig ismert tevékenységei

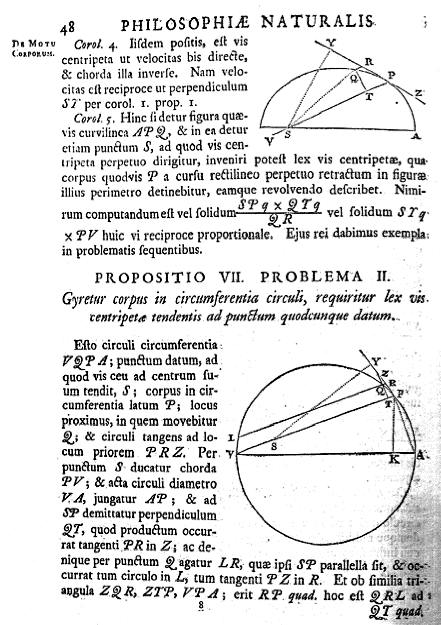
Egy oldal alapvető munkájából, a Principiából, 1726-os kiadás

Mivel nevelőanyja megrögzött puritán gondolkodású volt, Newton igen gyakran forgatta a Bibliát, mely gyakorlat élete végéig kísérte. Hittel vallotta, hogy a világot az Atyaisten úgy alkotta, hogy elegendő nyomot hagyjon a végső összefüggések kifürkészéséhez és az ő mibenlétének megfejtéséhez. Ezzel a gondolattal élte le életét, és ugyanolyan mélységgel és ugyanolyan hosszan foglalkozott a Biblia és a vallás tanulmányozásával, mint a tudományos igazságok megfejtésével. Sokat foglalkozott a Jelenések könyvével, és sajátos számításai alapján 2060-ra jövendölte meg a világvégét. Egész életében meggyőződése volt, hogy vallási tárgyú iratai maradandóbbak lesznek, mint bármi más, amit alkotott.
Newton, aki nem volt híján az intellektuális képességeknek, 1720-ban mégis áldozata lett a csordaszellemnek. Ebben az évben következett be a világtörténelem egyik legnagyobb részvény-buborékja. Ekkor indult szárnyalásnak az angol uralkodó különleges monopoljogait élvező Déltengeri Hajózási Társaság részvényárfolyama. Az év áprilisában Newton még nagyon olcsón vette a részvényeket, majd júliusában hatalmas nyereséggel el is adta őket. Ám a részvények árfolyama tovább emelkedett, ezért augusztusban ismét a részvényekbe fektette a vagyonát, hogy 1720 szeptemberében egy fillér nélkül merengjen a buborékok furcsa természetéről: „Ki tudom számítani az égitestek mozgását, de kiszámíthatatlan az emberi őrület.”

## Newton teológiai nézetei
A tudományos kutatások mellett Newton rengeteg időt szentelt teológiai kutatásainak. Meglepő eredményre bukkant, melyre az Újszövetség eredeti nyelvű kéziratának olvasása közben jött rá. Azt állította, hogy a későbbi korok fordítói saját céljaik elérése szerint fordították a Bibliát, így például a Szentháromság sem létezik, így magához az Atyához kell imádkozni. Ezen gondolatait azonban nem sok emberrel osztotta meg, hiszen a Trinity College vezetői nemigen néztek volna Newtonra jó szemmel, ha azzal áll elő, hogy az intézet névadója nem is létezik.
A titkolózásnak azonban igenis alapja volt, hiszen a nézetei miatt volt rá esély, hogy perbe fogják. Newton mániákusan rettegett attól, hogy ez bekövetkezik. Mindazonáltal olyan akadály állt ezen kutatás abbahagyása útjában, melyet még a nagy Isaac Newton sem volt képes legyőzni, ez pedig az a megrögzött eszme, mely szerint közvetlenül akart beszélni az Atyával. Ebben való hite ugyanolyan mértékű volt, mint az igazság keresése a tudományos kutatásokban. Mindenütt az Atya által hátrahagyott nyomokat kereste.

## Newton és az alkímia
Newton – nem sokkal kinevezése után – szobájával szemben építtetett egy laboratóriumot, melyről a Trinity College tagjai úgy tudták, hogy kémiai kísérleteket végez bent a matematika Lucas-professzora. Ez azonban nem így történt. A tudós jegyzetfüzeteinek lapjairól kiderül, hogy aranyat akart előállítani közönséges fémből. Hihetetlenül hangzik, de a kor legnagyobb tudósa legalább annyi energiát fektetett bele alkimista munkásságába, mint a többibe. Mégsem jelenthetjük ki, hogy ezen munkálatok hasztalanok voltak, hiszen miben is hitt pontosan Newton? Minden dolgok mozgató elve egy okkult tőről fakad, melyet nem lehet kézzelfoghatóvá tenni. Innen már csak egy lépés az erő fogalma egy ekkora elmének.
Alkímiai kísérletei azonban nemcsak a gondolkodásban hozták meg gyümölcsüket, hanem igencsak fejlesztették a problémamegoldó képességét, így könnyebben tudott eszközöket gyártani elméletei igazolásához, mint azt egyébként tehette volna. Newton kevéssé ismert alkímiai jegyzetei a Royal Society 2005-ös nyári kiállításán voltak megtekinthetők.
Valószínűleg ez a problémamegoldó képesség volt az, ami egy újabb hatalmas horderejű találmányhoz vezetett: az akkoriban használatos távcsövek, melyekkel a bolygókat és csillagokat szemlélték, jó felbontóképességgel bírtak, ám a kép minősége a kromatikus aberráció miatt rossz volt. Már úgy tűnt, hogy a csillagászati távcsövek nagyítása tovább nem fokozható, de Newton a róla elnevezett távcsövekkel ezt a problémát is megoldotta.

## Emlékezete
Mivel ő fogalmazta meg alaptörvényeit, a klasszikus fizikát róla nevezik „newtoninak”. Szerte a világban, de különösen Angliában rengeteg intézményt és közterületet neveztek el róla, számos képzőművészeti alkotás örökíti meg vonásait. A Trinity College-ban álló mellszobrának talpán a következő latin nyelvű felirat olvasható:
Qui genus humanum ingenio supravit (kb. Aki szellemével felülmúlta az emberi nemet).

## Magyarul megjelent művei
- A világ rendszeréről és egyéb írások; vál., ford., utószó Fehér Márta; Magyar Helikon, Budapest, 1977
- A Principiából és az Optikából; vál., bev., jegyz. Heinrich László, ford. Heinrich László, Fehér Márta; Kriterion–Európa, Bukarest–Budapest, 1981 (Téka)
- Isaac Newton válogatott írásai; vál., előszó Szegedi Péter; Typotex, Budapest, 2003 (Principia philosophiae naturalis)
- Észrevételek Dániel próféciáiról és Szt. János Apokalipsziséről két részben; ford. Szabó-Nagy Zsuzsanna; D7, Budapest, 2012
- Észrevételek Dániel próféciáiról és Szt. János Apokalipsziséről két részben; ford. Szabó-Nagy Zsuzsanna; 2. jav. kiad.; D7, Budapest, 2012